# كلية الزراعة جامعة الأزهر بالقاهرة
كلية الزراعة بالقاهرة هي كلية من الكليات المستحدثة بعد قرار إعادة تنظيم الأزهر سنة 1961م، تقع بالقاهرة بمدينة نصر داخل حرم جامعة الأزهر، لها فرع آخر عبارة عن فصول دراسية تقع بمدينة السادات بمحافظة المنوفية.وفرع للبنات فى مدينة نصر

## تاريخ
تعتبر جامعة الأزهر من أقدم المؤسسات الإسلامية وأكثرها عراقة في العالم، بني المسجد الأزهر عام 970م، وكان بداية التعليم علي شكل حلقات من الدروس داخل المساجد الكبري بالمدن، مما جعل المساجد مقرا للعبادات وحلقات العلم ومدارس للتعلم والتربية، بالإضافة لتلقي مبادئ القراءة والكتابة، ومنذ نشأت الأزهر وهو يساهم في نشر تعاليم الإسلام الوسطي في العالم عامة ومصر خاصة.
يرجع فضل تأسيس الجامع الأزهر للخليفة المعز لدين الله الفاطمي، في بعد بناء القاهرة بني الجامع الأزهر، ليكون أول مسجد لنشر المذهب الشيعي في مصر، كلف جوهر الصقلي في بناء المسجد وانتهى من البناء سنة 972م، أطلق الفاطميين علي هذا المسجد "الجامع" نسبة الي السيدة فاطمة الزهراء ابنة رسول الله. بعد انتشار المذهب الشيعي توسع في بناء المسجد سنة 996م، والحق به معهداً علمياً وبيت مال للمحتاجين، توسع المعهد بعد ذلك ليصبح به مدارس وأبنية تعليمية ومحاريب للتعليم اشتهرت في ذلك الوقت.

### العصر الأيوبي
أهمل الأزهر في العهد الأيوبي للقضاء على المذهب الشيعي كثيرًا ومنعت فيه الخطب والتعاليم، وسحب الأوقاف التي خصصت له، واستمر هذا الحال حتى بداية حكم المماليك سنة 1267م.
أعاد الظاهر بيبرس الخطب إليه وجميع الأوقاف التي قد سُحبت منه، وشجع على التعلم فيه طبقا المذهب السني.
أصبح الأزهر بعد ذلك منارة في شتي بقاع مصر والعالم كله وشهد تتطور الأزهر بعدها وجدد وبني مدرستين بالقرب من المسجد سنة 1325م، لم يقتصر التعليم في الأزهر على علوم الدين بل توسع وشمل العديد من العلوم الدنيوية في الفلك والرياضيات والطب.
منذ بداية حكم الأسرة العلوية في مصر، زاد الإهتمام بالأزهر الشريف والتعليم بداخله، بإضافات مناهج تعليمية تُدرس فيه.
أولٌ الخديوي إسماعيل للأزهر اهتماماً بالغ، بإصدارِ أولِ قانونٍ نظيمى بخصوص الشهادات العلمية سنة 1872م، حدد المواد التي سيدرسها الطلاب داخل الجامع الأزهر وشكلت أحد عشرة مادة في مختلف العلوم الإسلامية.
صدر قانون تنظيم الأزهر في عهد الملك فاروق سنة 1930م، ونص على أن التعليم ما بعد المعاهد بالأزهر يشمل كليات الشريعة و كلية أصول الدين وكلية اللغة العربية كشهادة عليا، وكان هذا القرار تاريخياً حول الجامع الأزهر من جامع إلى جامعة. وكانت توقع شهادات الخريجين بيد الملك، نظر لمكانة علمائه في ذلك الوقت.

### ثورة يوليو
بعد ثورة 23 من يوليو صدر قرار من الرئيس جمال عبد الناصر آنذاك سنة 1961م بأعادة تنظيم الأزهر والهيئات التي تنظمها لتبدء ظهور جامعة عريقة لدارسة العلوم الشريعة والعلمية والإسلامية، وفقاً للقانون إضافات لأول مرة كليات للطب والهندسة والصيدلة والزراعة والتجارة واللغات والترجمة والعلوم والتربية وطب الأسنان، بالإضافة إلى كليات الشريعة والقانون وأصول الدين واللغة العربية والدراسات العربية والإسلامية.

## نشأة كلية الزراعة
بعد قرار إعادة تنظيم الأزهر والهيئات التي يشملها، رقم (103) لسنة 1961م بإدخال كليات علمية كطب والهندسة والزراعة، أدخلت كلية الزراعة لجامعة الأزهر وبدء أول محاضرة بها في الرابع والعشرين من شهر أكتوبر سنة 1964م وألتحق بها 183 طالب.
ساهمت الكلية منذ النشأة في مقررات كلية الطب بالأزهر بمقرارات كالنبات والحيوان.
لم يكن هناك مقر أساسي للكلية وأتاخذت في البداية مقر مؤقت بمبنى كلية التجارة بالقاهرة.
نقلت بعد ذلك إلى مدينة نصر بمبني كلية الطب كمقر مؤقت لها في نوفمبر 1965م، وأثناء ذلك كان العمل جارياً في إنشاء مبني منفصل لكلية الزراعة وقد أستكمل جناح منها عام 1970م حيث شغل طالب كلية الزراعة والمسئولون عنها من أعضاء هيئة التدريس والمعيدين والموظفين والعمال كليتهم عام 1970م.

### سبب النشأة
وكان الهدف من إنشاء الكلية بجانب تخريج متخصصين في علوم الزراعة كما هو الحال بكليات الزراعة الأخري، هو إعداد أجيال من المتخصصين والدارسين للعلوم الزراعية والتكنولوجية والاقتصادية والإرشادية وغيرها ولكن على أساس من خلق القيم السامية، والعمل علي الوفاء ببعض الدراسات الخاصة بالطالب الوافدين من مختلف الدول السالمية في آسيا وأفريقيا بما يتناسب مع طبيعية البلد بتحقيق رغباتهم في دراسات خاصة باقتصاديات الزراعة الأفريقية والأسيوية والمحاصيل الإستوائية والآفات الزراعية بمثل هذه المناطق من العالم وطرق مكافحتها ودراسة استصالح وتعمير الأراضي الرملية التي تسود معظم الدول العربية فضال عن الدراسات الاقتصادية والاجتماعية والإرشادية الخاصة بالتعاون الزراعي وتنمية المجتمع الريفي وتطويره وربط ذلك بالعقيدة وهذا هدف الأزهر. وواصلت الكلية تطوير التدريس بها بالمراحل المختلفة وأنشئت دبلومات عالية متخصصة في العديد من المجالات الزراعية وكذلك التسجيل العداد من الطالب المصريين والعرب وطالب من الدول لمرحلتي التخصص الماجستير والدكتوراه في المجالات التطبيقية التي تخدم الإنتاج الزراعي بصفة عامة. كما ساهم أعضاء هيئة التدريس بالكلية في جميع المشروعات الزراعية القومية وكذلك التعاون الدولي في العديد من البحوث والمشروعات القومية الزراعية الأمر الذي كان البدء معه من تطوير المقررات الدراسية التي تدرس بالكلية على جميع المستويات مواكبين التطور العلمي الحادث في التقنيات الزراعية الحديثة وتطبيقاتها واستخدامات الحاسب الآلي، وتدريس ما يستجد باستمرار لتخريج الزراعي المسلم المتطور علميا والمرتبط بالمشاكل البيئية والعالمية.

## فروع أخرى

### أسيوط
هذا وقد قامت كلية الزراعة الأم بالقاهرة بإنشاء كلية ثانية للزراعة بمدينة أسيوط لخدمة صعيد مصر، حيث بدأت الدراسة بها في سنة 1993م على هيئة فصول دراسية وبعد إنشاء فرع للجامعة بأسيوط أصبحت كلية منفردة.

### السادات
هناك فرع أخرى لكلية الزراعة بمدينة السادات أسس سنة 2013م علي هئية فصول دراسية وتابعة للفرع القاهرة، تتطبق فيها نفس اللائحة الدراسية في التدريس مثل القاهرة، افتتاح الأقسام العلمية بها في سنة 2020م، يتميز فرع السادات باتساع المساحات ومرفق مزرعة خاصة به وكان الهدف من الفرع تعمير منطقة وصحراء السادات.

### فصول للبنات بالقاهرة
انشئت كلية زراعة للبنات لأول مرة بجامعة الأزهر بقرار من المجلس الأعلى للأزهر،
أتخذ مقر كلية الزراعة الجديد للبنات سيكون في أحد مباني كلية الزراعة للبنين بالقاهرة، بعد إعادة تأهيله ليصبح مناسبا، ويتم تخصيص مدخل للطالبات مختلف عن بوابة الدخول للبنين ليتفق مع سياسة فصل البنين عن البنات حتي إقامة مبني فصل، لتصبح أول كلية زراعة للبنات بالقاهرة وتقع داخل حرم جامعة الأزهر بمدينة نصر.

## مجالات العمل
يستطيع الخريج من كلية الزراعة العمل في؛
معامل تحليل التربة والنبات والمياه، ومعهد بحوث الأراضي والمياه والبيئة، والعمل داخل المعهد القومي للبحوث، والعمل في أكاديمية البحث العلمي، والعمل كمهندسة زراعية في المزارع العضوية، والعمل في الشركات والمصانع الخاصة بإنتاج التقاوي والعمل في مجال الزراعة العضوية.

## منهج الكلية
يدرس الطالب في السنة الأولى والسنة الثانية في الشعبة العامة فيدرس مناهج متعددة بشكل اساسي قبل التخصص ثم يبدأ التخصص في السنة الثالثة نهاية بالسنة الرابعة وهي السنة التي بعدها يتم الحصول على درجة البكالوريوس في العلوم الزراعية.

## أقسام الكلية
تتكون الكلية من أكثر من عشرون قسم منها؛
- البساتين .
- المحاصيل .
- الاراضي والمياه .
- البيئة والزراعة الحيوية .
- علوم وتكنولوجيا الأغذية .
- علوم وتكنولوجيا الألبان .
- أمراض النبات .
- الوراثة .
- المبيدات .
- الحشرات .
- الحيوان الزراعي والنيماتودا .
- الانتاج الحيواني .
- الانتاج الداجني .
- إنتاج الاسماك .
- الاقتصاد الزراعي .
- الارشاد الزراعي .
- المجتمع الريفي .
- التعاون الزراعي .
- الكيمياء الحيوية الزراعية .
- التقنية الحيوية .

## رؤية ورسالة الكلية
- تسعى كلية الزراعة لتوفير مناخ أكاديمي لتخريج خريج متفرد في كونه ذو ثقافة إسلامية وهذا ما يميز الأزهر قادر على المنافسة في سوق العمل، والمساهمة في التنمية المتواصلة وله القدرة على البحث والتطوير والابتكار وذلك من خلال الارتقاء بمستوى التعليم.

### رؤية الكلية
أن تكون الكلية مؤسسة رائدة في مجال التعليم والبحث العلمي والزراعي على المستوي المحلي والأقليمي والعالمي.

### رسالة الكلية
- التواصل بين البحث العلمي ورجال الأعمال لربط حاجة السوق ومشكلاته بالبحث العلمي والاستفادة من إمكانيات الكلية في ذلك.

- الدراية بالمعارف الأساسية والمهنيه اللازمة لتنمية المجتمع الزراعي والدراية بمشاكل مجتمعه المحلي والإقليمي والدولي ولديه مهارات ذهنية وإبداعية في مجال تخصصه وقادر على نشر التقنيات الزراعية.

- الاعتماد على المشاركة المجتمعية الجادة في تقديم حلول مبتكرة لمشاكل المجتمع الزراعي.

- رفع مستوى الخريجين من خلال دورات وورش عمل وبرامج ما بعد التخرج لتساهم في اكتساب المعارف الزراعية الحديثة في ظل التطور. كما تساهم الكلية في إتاحة فرص ومجالات التعليم المستمر لخريجها وغيرهم من خلال الدراسات العليا.

- توفير خبرات الكلية التعليمية ذات الجودة العالية لطلاب المرحلة الجامعية الأولى للمساهمة في أعداد خريجين قادرين على قيادة الحياة مع المصداقية الشخصية والمسؤلية الأخلاقية الإسلامية.

- المساهمة في تحسين جودة الحياة وزيادة الإنتاجية الزراعية وحماية البيئة والمحافظة على الموارد الطبيعية.

- توثيق الراوبط الثقافية والعلمية مع كليات الزراعة والهيئات العلمية والزراعية في العالم أجمع.

- تنمية المجتمع المحلي والقومي من خلال ما تتميز به من كفاءات بشرية ذات جداره عاليه في تقديم خدمات التدريب والاستشارات والبحث العلمي ذات الجودة العالية.

- تأصيل الأخلاقيات البحثية والمهنية في المجالات الزراعية و البحوث الزراعية البيولوجية، وكذلك الباحث الذي يعمل في مجال البحوث الزراعية.»